# U 96 (Musikprojekt)
U 96 ist ein deutsches Musikprojekt aus dem Bereich Techno und Eurodance, das ursprünglich aus Alex Christensen und dem Produzententeam Matiz (Ingo Hauss, Hayo Lewerentz und Helmut Hoinkis) bestand. Heute besteht U 96 aus Ingo Hauss und Hayo Lewerentz. Das Projekt verkaufte bisher mehr als 15 Millionen Tonträger weltweit.
Die größten kommerziellen Erfolge hatte U 96 Anfang bis Mitte der 1990er Jahre. Die Single Das Boot (1991) war der erste größere Charterfolg der Technokultur in Deutschland, der weit über die Grenzen der Szene hinausreichte und der damals noch jungen Musikrichtung zur Bekanntheit im Mainstream verhalf. Der Titel belegte mehrere Monate den Spitzenplatz der deutschen Singlecharts und verkaufte sich hierzulande über 900.000 sowie weltweit über zwei Millionen Mal.

## Biografie
Der Name kommt von dem im bekannten Film Das Boot auftauchenden deutschen U-Boot U 96 aus dem Zweiten Weltkrieg. Aus diesem Film stammt auch die Vorlage für die erste Hitsingle des Projekts, Das Boot, eine Techno-Version der Titelmelodie, die im Original von Klaus Doldinger komponiert worden war. Die Single erschien im Jahr 1991 bei Polydor. In den Dance-Charts schnellte der Titel auf Platz eins, in den deutschen Top 100 kam er jedoch zunächst nicht über Platz 15 hinaus. Durch ein Video des Regisseurs Peter Claridge und eine etwas kürzere Radioversion kletterte Das Boot schließlich bis auf Platz eins in den deutschen Singlecharts und blieb dort für 13 Wochen. Die Single gilt als kommerzieller Durchbruch für die bis dahin eher im Untergrund agierende Techno-Szene.
Die Nachfolge-Single I Wanna Be a Kennedy, für das ein Sample des Visage-Hits Fade to Grey (1980) verwendet wurde, war mit Platz vier in den deutschen Charts ebenfalls erfolgreich. Die Single Come 2Gether/Der Kommandant, eine Doppel-A-Side-Single, erreichte Platz 38. Das Album Das Boot erreichte Platz 11 der deutschen Albumcharts.
1993 folgte die Single Love Sees No Colour, ein Cover der Lieder Sleeper in Metropolis von Anne Clark und Living on video von Trans-X (Pascal Languirand), die es bis auf Platz sechs der deutschen Charts schaffte. Ähnlich erfolgreich war auch die Single Night In Motion (Platz neun).
Das im selben Jahr veröffentlichte Album Replugged erreichte Platz 21 der deutschen Album-Charts. Das Album nahm dabei deutliche Anleihen an die Wave-Musik der 1980er Jahre. Der Titel „Replugged“ ist eine Anspielung auf die seinerzeit recht populären „Unplugged“-Alben von Rockbands.
1994 erschien die Single Inside Your Dreams, die mit Platz 12 nur knapp die deutschen Top Ten verfehlte. Ein Album wurde hierzu nicht veröffentlicht. Ende des Jahres erschien mit Club Bizarre von U 96 eine der ersten interaktiven PC-CD-ROMs in Deutschland. Neben einem PC-Spiel enthielt die CD auch drei neue Titel. Der Track Enter at Your Own Risk war exklusiv auf dieser CD-Rom, die anderen beiden Titel waren exklusive Versionen von Love Religion und Club Bizarre.
1995 erfolgte dann die reguläre Veröffentlichung von Love Religion, die bis auf Platz fünf der deutschen Charts vordrang. Die Moderatorin Daisy Dee agierte als Sängerin. Die nachfolgende Single Club Bizarre, die eher in Richtung Trance ging, erreichte Platz 18 (Platz eins in Finnland), das gleichnamige reguläre Album Platz 22. Im Vergleich zu Replugged war Club Bizarre deutlich poppiger. Movin’, die letzte Single aus dem Album, wurde von U 96 für die Veröffentlichung neu arrangiert und von Carol Bailey neu eingesungen, erreichte jedoch nur Platz 91.
1996 gelang U 96 mit Heaven, angelehnt an den Cyndi-Lauper-Klassiker Time After Time aus dem Jahr 1984, der nächste große Erfolg mit Platz vier. Das im gleichen Jahr veröffentlichte Album Heaven – Best of ’96 schaffte Platz 30 in den Albumcharts. Auf dem Album läutete U 96 zugleich einen musikalischen Wandel ein. Einige Lieder wurden zusammen mit der sizilianischen Sängerin Dea-Li aufgenommen. Die Stücke waren deutlich experimenteller und wiesen einen hohen Ethno-Anteil auf. Aus dem Album wurden noch zwei Singles veröffentlicht, A Night to Remember (Platz 25), sowie Venus in Chains (Platz 75).
Ab Mitte der 1990er Jahre ging der Einfluss des Eurodance immer weiter zurück. Wie viele andere Bands aus diesem Bereich musste auch U 96 dieser Veränderung Tribut zollen. Die 1997 veröffentlichte Single Seven Wonders erreichte mit Platz 40 eine eher mäßige Platzierung. Das für dasselbe Jahr angekündigte Album Rhythm of Life wurde nicht veröffentlicht. U 96 vollzog danach einen Stilwechsel. Die im Jahr 1998 veröffentlichte Single Energie wies dabei deutliche Einflüsse von Hip Hop auf und erreichte Platz 29 der deutschen Charts. Die nächste Single Beweg dich, Baby wurde jedoch ein kommerzieller Flop und erreichte als erste Single überhaupt von U 96 nicht einmal die Top 100. Danach wurde es still um die Gruppe.
Im Jahr 2000 tauchte U 96 noch einmal mit einer modernisierten Neuauflage ihres größten Erfolges Das Boot auf. An den Erfolg der Originalversion konnte jedoch Das Boot 2001 nicht anknüpfen, es erreichte Platz 16 der deutschen Charts. Im selben Jahr erschien auch die Kompilation Best of 1991–2001, auf der fast alle Hits vertreten waren. Es fehlte die Originalversion von Das Boot, enthielt aber einige Tracks des unveröffentlichten Albums Rhythm of Life sowie zwei neue Titel.
Im Jahr 2003 versuchte U 96 mit We Call It Love ihr Comeback. Die Single wurde nur als Promo auf Vinyl veröffentlicht. Ein CD-Release scheiterte an rechtlichen Problemen. Danach trennten sich die Wege von Alex Christensen und dem Produzententeam Matiz.
Im März 2006 erschien eine neue U96-Single. Vorbei ist eine Ballade in deutscher Sprache. Unterstützt wurde U 96 von dem damals populären Sänger Ben. Die Single erreichte Platz 28 der Charts. Die nächste Single, Mr. DJ Put On the Red Light in Kooperation mit dem Hamburger Rapper Das Bo, kam auf Platz 77.
Das 2007 erschienene Album Out of Wilhelmsburg enthielt die obigen Singles (in je zwei Varianten). Auf diesem Album sind einige Lieder älteren Datums vom ursprünglichen Produzententeam Matiz, die hier teilweise unabhängig voneinander arbeiteten. Es war das erste Album von U 96, das nicht in die Top 100 kam. 2014 gaben die ursprünglichen Produzenten Hayo Lewerentz und Ingo Hauss bekannt, an einem neuen Album namens Reboot zu arbeiten. Alex Christensen und Helmut Hoinkis, die anderen beiden Gründungsmitglieder, sind nicht dabei.
Im Jahr 2015 wurde als neues Gruppenmitglied Josh Stolten vorgestellt. Zudem absolvierte U 96 in dieser Besetzung erstmals in der Bandgeschichte einige Live-Auftritte, unter anderem in Finnland und Russland. Im Januar 2015 wurde nach langjähriger Pause die Single Planet Earth als Download veröffentlicht. Im November folgte die EP Dark Matter. Anfang 2016 verließ Josh Stolten U96.
Aktuell (Stand 2019) besteht U 96 aus Hayo Lewerentz und Ingo Hauss, den ursprünglichen Songwritern und Produzenten des Projektes. Das Album „Reboot“ erschien im Juni 2018 und erreichte Platz 1 der schwedischen iTunes-Charts. Hierzu hatte es eine erste Vorab-Single am 7. Juli 2017 gegeben, zunächst als neue Version ihres Nummer-eins-Hits Das Boot. Für das Album wurden neue Titel und Kooperationen mit anderen Elektronik-Künstlern wie dem ehemaligen Kraftwerk-Mitglied Wolfgang Flür (Zukunftsmusik, Hildebrandslied) und dem Sänger Joachim Witt (Quo Vadis) eingespielt.

## Diskografie
Studioalben

| Jahr | Titel Musiklabel                         | Höchstplatzierung, Gesamtwochen, AuszeichnungChartplatzierungen (Jahr, Titel, Musiklabel, Platzierungen, Wochen, Auszeichnungen, Anmerkungen) | Höchstplatzierung, Gesamtwochen, AuszeichnungChartplatzierungen (Jahr, Titel, Musiklabel, Platzierungen, Wochen, Auszeichnungen, Anmerkungen) | Höchstplatzierung, Gesamtwochen, AuszeichnungChartplatzierungen (Jahr, Titel, Musiklabel, Platzierungen, Wochen, Auszeichnungen, Anmerkungen) | Höchstplatzierung, Gesamtwochen, AuszeichnungChartplatzierungen (Jahr, Titel, Musiklabel, Platzierungen, Wochen, Auszeichnungen, Anmerkungen) | Anmerkungen                                           |
| Jahr | Titel Musiklabel                         | DE | AT | CH | UK | Anmerkungen                                           |
| ---- | ---------------------------------------- | --- | --- | --- | --- | ----------------------------------------------------- |
| 1992 | Das Boot Polydor                         | DE11 (25 Wo.)DE | AT5 (16 Wo.)AT | CH9 Gold · (13 Wo.)CH | — | Erstveröffentlichung: 6. März 1992 Verkäufe: + 25.000 |
| 1993 | Replugged Urban Records                  | DE21 (19 Wo.)DE | AT5 (13 Wo.)AT | CH18 (11 Wo.)CH | — | Erstveröffentlichung: 7. Juni 1993                    |
| 1995 | Club Bizarre Guppy Records               | DE22 (12 Wo.)DE | AT23 (7 Wo.)AT | CH37 (5 Wo.)CH | — | Erstveröffentlichung: 20. Februar 1995                |
| 1996 | Heaven Guppy Records                     | DE30 (12 Wo.)DE | AT19 (12 Wo.)AT | CH23 (7 Wo.)CH | — | Erstveröffentlichung: Mai 1996                        |
| 2007 | Out of Wilhelmsburg Centaurus Records    | — | — | — | — | Erstveröffentlichung: 16. März 2007                   |
| 2018 | Reboot UNLTD Recordings                  | — | — | — | — | Erstveröffentlichung: 29. Juni 2018                   |
| 2022 | 20.000 Meilen unter dem Meer Motor Music | — | — | — | — | Erstveröffentlichung: 9. September 2022               |